# الموج أرحم (أغنية)
الموج أرحم، عنوان أغنية من إنتاج وأداء وألحان الفنان المغربي نعمان الحلو وكلمات أحمد الصمدي،

نشرت الأغنية أول مرة على صفحة الفنان الفيسبوكية يوم الثلاثاء 15 سبتمبر 2015، وهي تتحدث عن مأساة اللاجئين السوريين، من خلال عمل رثائي للطفل السوري «آلان الكردي»، الذي رمت به أمواج بحر إيجة جثة هامدة، بعد أن مات غريقا، في انقلاب قارب الذي كان يقل عائلته نحو أوروبا.
ونعمان الحلو كسفير للأغنية المغربية، بادر إلى تسجيل أغنيته عن القضية السورية من خلال مأساة الطفل السوري آلان الكردي والصورة التي هزت الضمائر الحية في العالم.

## وصف الأغنية
لحن نعمان الحلو أغنية «الموج أرحم» وأداها، فيما تكفل أحمد الصمدي بكتابة كلماتها، كان العود والكمان والناي الحزين، الممتزجين بصوت موج البحر رفيق كلماتها، حيث تتحسّر على النهاية المأساوية لطفل بريء، الصورة التي مست ملايين الضمائر الحية حول العالم.
تتخلل الأغنية صيحة «غير خذوني» بين الفينة والأخرى من التراث المغربي القديم، ولكنها في أغنية «الموج أرحم» تختلف عن تلك الحدة في صيحة «غير خذوني» ذات الملامح الصوفية لناس الغيوان، وكأنها تحيل على موج بحر عاصف، بينما عند نعمان الحلو، فهي تنسجم مع هدوء موج على شاطئ هادي، معبرة عن ذلك المشهد، حيث وجد ذلك الطفل على حافة شاطئ، تلامس جثته الهامدة موج هادئ.. إلى آخر نومة. 
وكأن الموج يمسح على رأس الصغير قائلا: "نم ياصغيري.. نم يــا صغيري، لا تفكر في الأمور الفائتة". (كما جاء في الأغنية).

## النقد الذي وصفه الفنان بقلة الذوق والغباء
ظهرت الأغنية لأول مرة على صفحة الفنان على شبكة التواصل الإجتماعي. وصفت بعض الأصوات العمل الفني بالتجاري المحض. ولم ينتظر نعمان لحلو صاحب مشوار الأغاني الهادفة طويلاً، ليرد على بعض من وصفهم بالغباء وقلة الذوق.
ولم يلبت أن أفرد تدوينة قائلا: "أقول لهم طوبا لكم بغبائكم وقسوتكم..
هذه أغنية ويقصد (الموج أرحم) أنتجتها على حسابي ونشرتها على صفحتي، ومن ثم أخذتها كل المهتمين والمواقع الإعلامية. مردفا عن مكمن الاستغلال التجاري لقضية موت الطفل، في أغنيته الجديدة. وأن الأمر يتعلق بمسألة مبادئ إنسانية". ويقول: “أين هو الجانب المادي أو التجاري، الموضوع بيني وبين الله، ثم بيني وبين التاريخ”.

## وصلات خارجية
أغنية الموج أرحم (فيديو)